# Fait social
 (janvier 2021).
Si vous disposez d'ouvrages ou d'articles de référence ou si vous connaissez des sites web de qualité traitant du thème abordé ici, merci de compléter l'article en donnant les références utiles à sa vérifiabilité et en les liant à la section « Notes et références ».
Un fait social est l'objet d'une étude sociologique. Il s'agit d'une manière de faire d'un agent social ou d'un état de fait observable et récurrent dans une société donnée. Les faits sociaux incluent des éléments tels que les normes, les valeurs, les institutions, les coutumes, les traditions et les comportements collectifs. Ils sont souvent étudiés à travers des méthodes de recherche empirique et qualitative, afin de comprendre comment ils influencent le comportement des individus et la dynamique sociale.

## Concept
Le concept de fait social est forgé en 1895 par Émile Durkheim, dans son livre Les Règles de la méthode sociologique. Le fait social est défini comme « toute manière de faire, fixée ou non, susceptible d'exercer sur l'individu une contrainte extérieure; ou bien encore, qui est générale dans l'étendue d'une société donnée tout en ayant une existence propre, indépendante de ses diverses manifestations au niveau individuel ».
Selon lui, un fait social est un phénomène suffisamment fréquent dans une société pour être dit régulier et suffisamment étendu pour être qualifié de collectif ; c'est-à-dire qui est au-dessus des consciences individuelles et qui les contraint par sa préséance. Cette définition purement théorique fut une révolution pour l'époque, puisque le concept de « fait social » a permis le développement d'une méthode empirique posant un regard nouveau sur le social et ouvrant sur l'étude de tout un ensemble de faits humains : les faits sociaux.

## Les deux classes de faits sociaux
Dans Les règles de la méthode sociologique, Durkheim délimite deux classes de faits sociaux. Les premiers sont des manières de faire d’une société et sont d’ordre physiologique ou opératif. Ils incluent le code juridique d’une société, sa langue, ses croyances religieuses, sa conception de la beauté, ses manières de s’habiller... Cette classe contient aussi des courants d’opinion, comme les taux de mariage, naissance, suicide, ou les tendances migratoires. La deuxième classe de faits sociaux est d’ordre morphologique ; ce sont les manières d’être d’une société. Ils incluent « le nombre et la nature des parties élémentaires dont est composée la société, la manière dont elles sont disposées, le degré de coalescence où elles sont parvenues, la distribution de la population sur la surface du territoire, le nombre et la nature des voies de communication, la forme des habitations...» Même s’il n’est pas tout à fait évident comment ces faits sociaux influencent les pensées ou les actions d’un individu, ils ont bien les mêmes caractéristiques de contrainte et d’extériorité que la première classe. Finalement, Durkheim rejette la distinction entre les deux, indiquant qu’une classe est simplement plus concrète que l’autre.

## La détermination des faits sociaux
Comme les faits sociaux sont extérieurs à l'individu et doivent être expliqués « par les modifications du milieu social interne et non pas à partir des états de la conscience individuelle » afin de ne pas confondre les faits sociaux avec d'autres variables telles que la psychologie du sujet, son contexte familial, culturel... Ces faits sociaux existent sans que nous ayons nécessairement conscience ni de leur existence ni de leur autonomie. En effet, un fait social peut être indépendant de l'individu, les faits sociaux existent « indépendamment de leurs manifestations individuelles. » Le fait social s'impose à l'individu, qu'il le veuille ou non, et non le contraire. Il correspond à un système de normes établies pour et par la société et n'est que rarement modifiable autrement que par un bouleversement social ; l'humain acquiert nombre d'entre elles dès le début de son éducation, lors de sa socialisation, et tend à en intérioriser une grande partie.
Il existe plusieurs moyens de reconnaître un fait social. Un des critères consiste en déterminant la résistance au changement d’une chose : « on reconnaît principalement [un fait social] à ce signe qu'[il] ne peut pas être modifié par un simple décret de la volonté... » Ça ne veut pas dire qu’ils ne peuvent pas changer, mais il faut un effort laborieux pour le faire. Cette qualité des faits sociaux est liée à son caractère contraignant.
Un autre moyen pour déterminer un fait social consiste dans l’usage de statistiques, qui permettent de neutraliser les variations entre individus et finalement d'étudier une moyenne qui, pourtant, ne sera pas apparente dans la société et cela à cause des variables précédemment citées. Le fait social représente donc « un certain état de l'âme collective ».
On peut toutefois mettre en évidence cette notion de contrainte grâce aux institutions, celles-ci étant antérieures à chacun d'entre nous donc légitimes, et aux sanctions qu'elles infligent. Elles peuvent être directes ou indirectes mais, dans tous les cas, elles ne cessent de rappeler à l'individu que ce sont les faits sociaux qui s'imposent à lui et non le contraire. Celui qui s'en écarte subira des sanctions de son entourage tels que le blâme, la réprobation ou la mise à l'écart. Ces sanctions peuvent aussi être organisées, à l'image des condamnations judiciaires ou religieuses.
Par exemple, si un individu décide de porter une botte autour du cou, les moqueries et les regards amusés de son entourage constitueront une sanction à ce non-conformisme bien qu'il ne soit pas contraire à la loi. Autre exemple : un homme d'affaires va bien s'habiller non pas « parce qu'il le veut » mais parce que c'est la norme d'être bien habillé. Il se peut que cela lui plaise, peu importe qu'il ait intériorisé ou non la norme, s'il y désobéit, il sera sanctionné par ses supérieurs. Il s'agit de déterminants sociaux

## Fait social total
Le fait social total est un fait social qui meut toute une société, c'est-à-dire qu'il a une portée totale. Le fait social total est aujourd'hui un concept utilisé en sociologie et en anthropologie.

Le concept de fait social total est forgé par Marcel Mauss. Dans son Essai sur le don, il étudie les logiques de don et de contre-don à l’œuvre dans certaines sociétés. Il remarque que ces logiques soumettent toute la population, c'est-à-dire qu'elles sont acceptées par tous et régissent la vie sociale. Il crée alors le concept de fait social total, en des termes relativement larges et ouverts :

« Les faits que nous avons étudiés sont tous, qu’on nous permette l’expression, des faits sociaux totaux ou, si l’on veut — mais nous aimons moins le mot —, généraux : c’est-à-dire qu’ils mettent en branle dans certains cas la totalité de la société et de ses institutions (potlatch, clans affrontés, tribus se visitant, etc.) et dans d’autres cas seulement un très grand nombre d’institutions, en particulier lorsque ces échanges et ces contrats concernent plutôt des individus. »

— Marcel Mauss, Essai sur le don
Mauss l'illustre dans son essai sur le don et contre-don en prenant l'exemple de prestation totale de la Kula et du potlatch. Pour lui, la société s'étudie dans son ensemble par une décomposition, puis une recomposition du tout. Ce sont des systèmes sociaux entiers, des touts, dont on doit chercher à recomposer le sens en décrivant leur fonctionnement. Par conséquent, le fait social total se reconnaît à sa caractéristique de concerner tous les membres d'une société et de dire quelque chose sur tous ces membres.
Par extension, un fait social total représente toute réalité sociale complexe et multidimensionnelle (politique, économique, culturelle, sociologique, artistique, technologiques) qui influence profondément les individus et façonnent leur existence, on peut citer à titre d'exemple : la religion, la mode, le sport, les médias, les institutions politiques, les systèmes économiques, judiciaires et éducatifs, le travail.